# (5177) Hugowolf
(5177) Hugowolf ist ein Asteroid des Hauptgürtels, der am 10. Januar 1989 vom deutschen Astronomen Freimut Börngen an der Thüringer Landessternwarte Tautenburg (IAU-Code 033) im Tautenburger Wald in Thüringen entdeckt wurde.
Der Asteroid wurde nach dem österreichisch-slowenischen Komponisten und Musikkritiker Hugo Wolf (1860–1903) benannt.